# Grantig
Grantig war eine deutsche Metal-Band aus München. Das Wort „grantig“ (wie Grantigkeit, Grantler) stammt aus dem Bairischen und bedeutet so viel wie „übelgelaunt“, „unmutig“ oder „ärgerlich“.

## Geschichte
Die Band wurde 2004 gegründet. Nach den ersten Auftritten in und um München wurde Ende 2005 die erste Demo-CD aufgenommen. Es folgten weitere Auftritte, unter anderem als Support für Schweisser, und die zweite Demo-CD, mit der es der Band schließlich gelang, im August 2007 einen Plattenvertrag bei Drakkar Records zu unterschreiben. In den darauf folgenden Monaten wurde das Debütalbum So muss es sein geschrieben, aufgenommen und am 1. Februar 2008 veröffentlicht. Am 1. Mai 2009 folgte das zweite Album Medizin. Im Januar 2010 gab die Band bekannt, dass Jonathan Schmid von seinem Bruder Vinzenz Schmid als Sänger abgelöst wurde. Wenige Monate später verließen Alex Negret und Jonas Windwehr die Band. Sie wurden durch Florian Albrecht und Oliver Diller ersetzt. Am 31. Mai 2011 gab die Band ihre Auflösung bekannt.

## Stil
Musikalisch orientieren sich Grantig an Bands aus den Südstaaten der Vereinigten Staaten, wie z. B. Pantera, Down oder Corrosion of Conformity und erzeugen eine Mischung aus Thrash Metal und Hardcore mit Einflüssen des Southern Rock. Die Texte sind in deutscher Sprache gehalten.

## Diskografie
- 2008: So muss es sein (Drakkar)
- 2009: Medizin (Drakkar)